# Amálie Kutinová

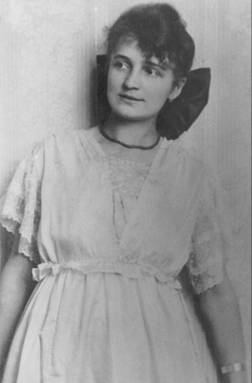
Amálie Tauberová-Kutinová (1898–1965), česká spisovatelka

Amálie Kutinová (22. června 1898 Rouchovany – 30. března 1965 Vrchlabí) byla moravská spisovatelka a farmaceutka, známá zejména díky šestidílné sérii knih Gabra a Málinka. Byla matkou české spisovatelky a dramatičky Marie Kubátové.

## Biografie
Narodila se v rodině řídícího učitele Jana Taubera (1854) a Amálie Tauberové-Matějíčkové (1862). Měla sedm sourozenců: Bohumilu, Vladimíra, Idu, Ludvíku Bendovou, Valerii Mackovou, Gabrielu Kolářovou (28. 2. 1897–14. 7. 1981) a Jana (1906–1976).
V březnu 1903 se rodina přestěhovala z Rouchovan do Štítné nad Vláří. Roku 1907 vypukl ve Štítné obrovský požár, kterému padla za oběť téměř celá vesnice, Jan Tauber byl během hašení postižen mrtvicí, která jej trvale upoutala na lůžko. Po jeho předčasném penzionování se celá rodina odstěhovala v roce 1909 do Valašského Meziříčí, kde Málinka se svou starší sestrou Gabrou nastoupila v září téhož roku do dívčího reálného gymnázia. Gabra ani Málinka však gymnázium nedokončily. Málinka předčasně ukončila studium na valašskomeziříčském gymnáziu v červnu 1915 a odjela do Prahy k sestře Ludvice Bendové, kde nastoupila jako lékárenská praktikantka v lékárně na Vinohradech. Na jaře 1916 se objevila v lékárně v Táboře u lékárníka Ptáka. V roce 1918 nastoupila ke studiu dvouletého oboru Farmacie na Přírodovědecké fakultě UK v Praze.
Po dokončení studia v roce 1920 se provdala za ing. Jana Kutinu, který v Praze na Pankráci vlastnil od roku 1911 malé nakladatelství, později nazvané Besední pořady. Právě v tomto nakladatelství Amálie Kutinová začala od roku 1935 vydávat své vzpomínky na dětství a mládí pod názvem Gabra a Málinka. Gabro-málinkovský cyklus vycházel v letech 1935 až 1947. Veselé a laskavé příběhy si získaly u mladých čtenářů velkou popularitu, která vyvrcholila po roce 1989 vydáním 5. a 6. dílu. Po obsazení zbytku Československa německými vojsky našla rodina útočiště v Křinci u Nymburka, kde Málinka opět pracovala jako lékárnice. O životě ve venkovské lékárně napsala spisovatelka laskavé povídky, které byly později vydány pod názvem Naši pacienti.
V roce 1948 byla Amálii Kutinové zakázána totalitním režimem další spisovatelská činnost. V roce 1949 byla jmenována čestnou občankou obce Štítná nad Vláří, kde se také odehrává část děje cyklu povídek o Gabře a Málince. V roce 1952 se odstěhovala se svým manželem k dceři Marii Kubátové do Vrchlabí. Její knihy mohly znovu začít vycházet v krátkém období v roce 1969 a později až po sametové revoluci. Kromě dcery Marie měla syna Jana Kutinu (1924–2008), který byl později profesorem mineralogie na Washingtonské universitě. Je autorem knihy o práci mineraloga v zahraničí Za nerosty dvěma světadíly (ČSAV, Praha 1965, 268 stran) a dalších více než 187 vědeckých prací. Vnuk Jan Kutina (*1958) je autorem cestopisných autobiografií Tetoval jsem Američanky I, II. Ve Vrchlabí se spisovatelka začala věnovat folkloristické práci. Výsledkem jejího mnohaletého úsilí bylo vydání několika knížek pro děti, z nichž některé napsala spolu se svou dcerou Marií Kubátovou. Zemřela uprostřed činorodé práce 30. března 1965 a je pochována v Horních Štěpanicích. Její manžel byl posledních pár let života nehybný a zemřel o sedm let později.
Dne 4. září 1998 udělilo MŠMT České republiky místní škole ve Štítné nad Vláří čestný název Základní škola Gabry a Málinky. Po Amálii Kutinové je pojmenována jedna z ulic města Brumov-Bylnice, které se Štítnou nad Vláří sousedí.
| „                       | Být spokojena s málem, to je kouzlo života. Pak jsi na světě dokonale šťastna. Vždyť žádný z nás nic s sebou na věčnost nevezme. | “ |
| — Okolo Gabry a Málinky | |   |

## Počátek tvorby
Manžel Ing. Jan Kutina (1883–1972) založil r. 1911 nakladatelství Besední pořady, které řídil až do roku 1948. Součástí podniku byla i půjčovna sokolských krojů, scénických výprav a folklorního materiálu. Tento nadšený sokolský organizátor vydával své příručky do roku 1915 pod názvem Sborník příruček k sokolským večerům, později vydával i časopis nazvaný BESEDNÍ POŘADY. Amálie Kutinová se na chodu nakladatelství podílela jak organizačně, tak autorsky. V Besedních pořadech vyšly autorčiny divadelní hry, básně a scénky pro mládež k různým příležitostem.

- Besídka mládeže na ukončení školního roku (1932)
- Besídka mládeže k různým příležitostem (1932)
- Veršované pohádky ve scénické úpravě: Kubovo štěstí, O neposlušných kůzlátkách, O koze odraté, Kašpárkova první pomoc, Rytmika maličkých, Kašpárek s Matějem na cestách a Zvířátka na vandru.[11]

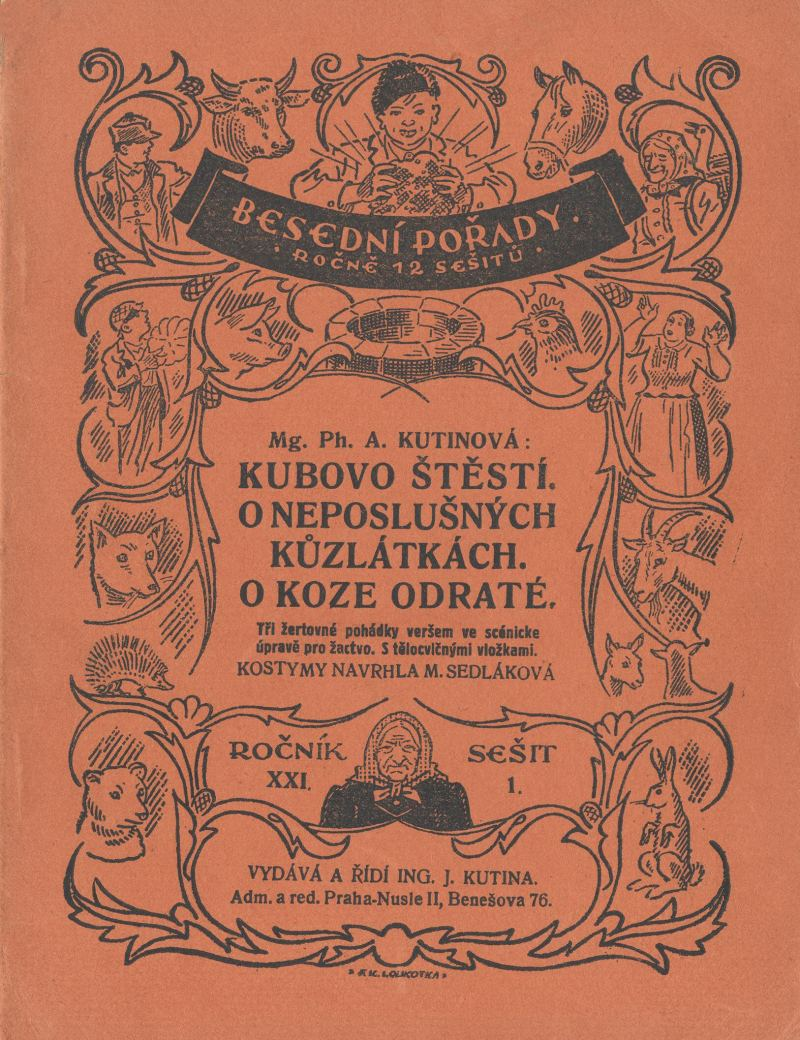
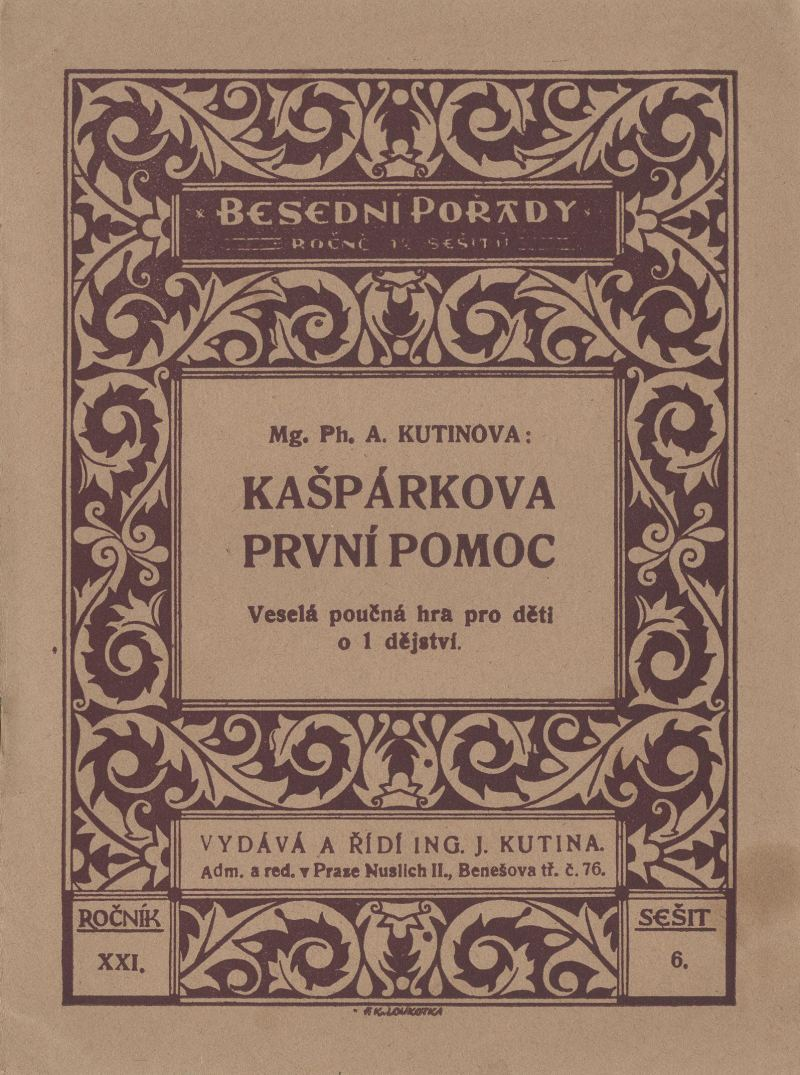
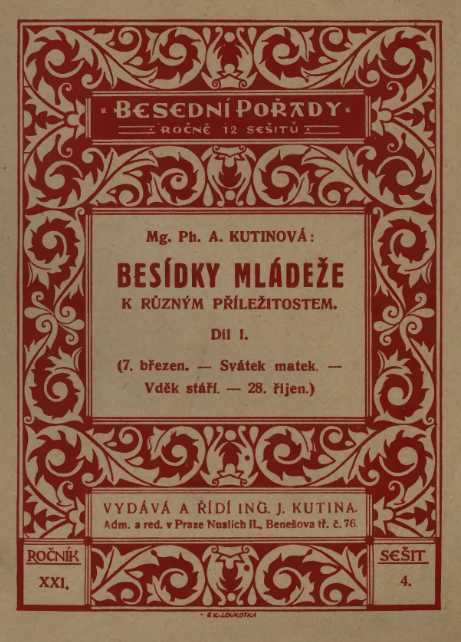
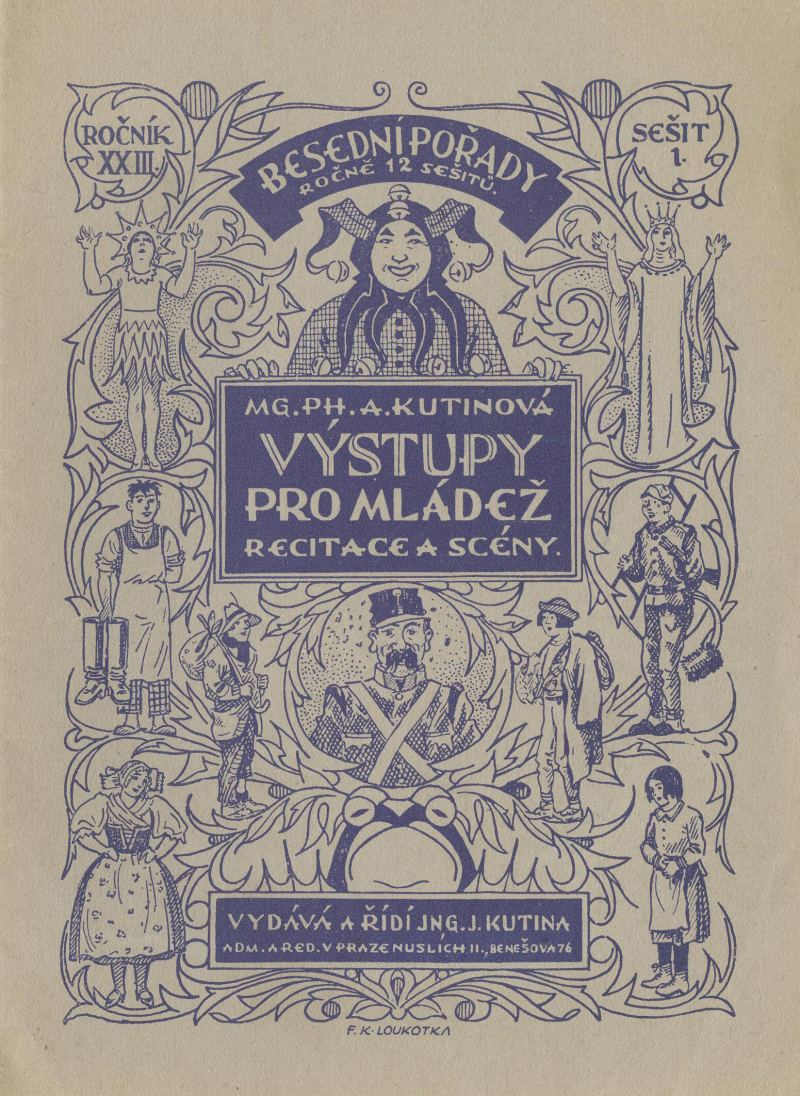

## Gabra a Málinka
Gabra a Málinka jsou hlavní postavy šesti knih Amálie Kutinové. Autorka („Málinka“) v nich popisuje své dětství a dospívání po boku starší sestry Gabriely („Gabry“). Obě dívky vyrůstaly ve Štítné nad Vláří a od roku 1909 ve Valašském Meziříčí, kde jako jedny z vůbec prvních dívek v českých zemích navštěvovaly gymnázium (do roku 1907 dívčí gymnázia neexistovala).
Gabra, ve skutečnosti Gabriela Tauberová je starší z dvojice povedených dcérek, veselá, mlsná, nezkrotná, která si ví se vším rady a s ničím si nedělá žádné starosti. Je většinou příčinou průšvihů obou dcer. V dospělosti se provdala za Václava Koláře, který byl ředitelem školy v Praze. Zemřela na návštěvě u spolužačky Žofie Kodlové ve Valašském Meziříčí.
Málinka, ve skutečnosti Amálie Tauberová je mladší z obou dcer. Je vnímavá, citlivá, poslušná a bez starší Gabry neudělá ani krok. Po maturitě vystudovala farmacii na Karlově univerzitě v Praze. Známou se stala jako spisovatelka Amálie Kutinová.
Kniha je psána převážně spisovnou češtinou vyjma hlavní řeči postav, které často mluví valašským nářečím. Amálie Kutinová původně chtěla napsat knihu o své matce (po vzoru Boženy Němcové) ale pro množství dětských příhod se jí to nepodařilo. Oproti realitě je v knize několik změn, např. skutečný otec Amálie zemřel, když jí bylo 11 let, ve svých knihách ho ale nechala žít dál, také zredukovala počet svých sourozenců ze skutečných dvanácti na čtyři.
Každé vydání Gabry a Málinky mělo jiného ilustrátora: vydání z roku 1935 ilustroval Oldřich Cihelka, vydání z roku 1946 ilustroval Rudolf Mates, vydání z roku 1970 ilustroval Jan Provazník.
V anketě z roku 2009 Kniha mého srdce se umístila kniha Gabra a Málinka na 45. místě.

## Sběratelská činnost
V době, kdy jí byla pozastavena spisovatelská činnost se vydala na dráhu sběratelky a zapisovatelky folkloru v oblasti Podkrkonoší. Výsledek téměř desetiletého úsilí se nachází v Literárním archivu Památníku národního písemnictví ve Starých Hradech. Fond autorky obsahuje dvacet jedna krabic, z toho třináct krabic se týká pouze sběratelské činnosti. Autorka nashromážděný materiál pečlivě členila podle obcí, kde lidovou slovesnost sbírala. Ze sběru lidové slovesnosti vznikl cyklus knih, který autorka nazvala „Krkonošský lid“.

## Dílo
- Gabra a Málinka, povedené dcerky (1935)
- Gabra a Málinka ve městě (1936)
- Gabra a Málinka se učí latinsky (1937)
- Gabra a Málinka v čarovné zemi (1938)
- veršovaná pohádka Prášek a Lorinka na vandru (1937–1938)[14]
- Strýc Ozef a jeho kakraholti (1941)
- Gabra a Málinka – galánečky (1942)
- Gabra a Málinka v Praze (1942)
- Naši pacienti I. (1946)
- Naši pacienti II. (1947)
- Okolo Gabry a Málinky (1947)
- Farmaceutka (1947)
- České stařenky (1947)
- Betlém zvířátek (1947)
- Pohádky mezi nebem a zemí (1948)
- Krkonošské pohádky (1957)
- Krakonošův rok (1958) spolu s Marií Kubátovou
- Vo hajnejch a pytlákách (1960)
- Muzikantské řemeslo (1964)
- Krakonošův špalíček (1965) spolu s Marií Kubátovou
- Pobejtky za kamny i na sluníčku (1965)
- Muzikantské řemeslo a devatero jinejch (1968) spolu s Marií Kubátovou
- Pohádky z hor
- Málinčina zvířátka (1995, z pozůstalosti)
- Krkonošské písně s texty i nápěvy (rukopis, uloženo v archivu Památníku národního písemnictví ve Starých Hradech)